# GE-Modelle
Unter gE-Modellen versteht man Methoden zur Vorhersage von Aktivitätskoeffizienten {\displaystyle \gamma } mit Hilfe der freien Exzessenthalpie {\displaystyle g^{E}} (Exzessgröße bezüglich der freien Enthalpie {\displaystyle g}). Hierbei bedient man sich des Zusammenhangs:
{\displaystyle g^{E}=R\cdot T\sum _{i}\ x_{\text{i}}\ln \gamma _{\text{i}}\ }
Es stehen
- {\displaystyle R} für die universelle Gaskonstante
- {\displaystyle T} für die absolute Temperatur
- {\displaystyle x_{\text{i}}} für den Stoffmengenanteil des Stoffes i und
- {\displaystyle \gamma _{\text{i}}\ } für den Aktivitätskoeffizienten des Stoffes i.

## Gibbs-Helmholtz
Hoch parametrisierte gE-Modelle lassen sich robuster nach T extrapolieren, wenn Daten zur molaren Exzessenthalpie {\displaystyle h^{E}} vorliegen:
{\displaystyle \left({\frac {\partial \left({\frac {g^{E}}{T}}\right)}{\partial T}}\right)_{p,n_{j}}=-{\frac {h^{E}}{T^{2}}}}
Die Herleitung erfolgt analog zur Herleitung der Gibbs-Helmholtz-Gleichung.

## Beispiele
- NRTL (Non-Random-Two-Liquid)
- UNIQUAC (Universal Quasichemical)
- UNIFAC (Universal Quasichemical Functional Group Activity Coefficients)
- COSMO-RS (Conductor-like Screening Model for Real Solvents)
- Hildebrand-Modell
- Flory-Huggins-Modell
- Wilson-Gleichung
- Porter-Ansatz